# Lijst van drielandenpunten
Dit is een lijst van drielandenpunten die zich niet in zee bevinden.

## Europa
| Land 1                | Land 2          | Land 3          | Coördinaten                    |
| --------------------- | --------------- | --------------- | ------------------------------ |
| België                | Nederland       | Duitsland       | 50° 45′ 16″ NB, 6° 1′ 15″ OL   |
| België                | Luxemburg       | Frankrijk       | 49° 32′ 46″ NB, 5° 49′ 5″ OL   |
| België                | Luxemburg       | Duitsland       | 50° 8′ NB, 6° 8′ OL            |
| Frankrijk             | Duitsland       | Luxemburg       | 49° 28′ 10″ NB, 6° 22′ 2″ OL   |
| Frankrijk             | Duitsland       | Zwitserland     | 47° 35′ 23″ NB, 7° 35′ 18″ OL  |
| Frankrijk             | Italië          | Zwitserland     | 45° 55′ 21″ NB, 7° 2′ 39″ OL   |
| Frankrijk             | Spanje          | Andorra         | 42° 30′ 9″ NB, 1° 43′ 28″ OL   |
| Frankrijk             | Spanje          | Andorra         | 42° 36′ 7″ NB, 1° 26′ 32″ OL   |
| Italië                | Slovenië        | Oostenrijk      | 46° 31′ NB, 13° 43′ OL         |
| Italië                | Zwitserland     | Oostenrijk      | 46° 51′ NB, 10° 28′ OL         |
| Liechtenstein         | Zwitserland     | Oostenrijk      | 47° 4′ NB, 9° 36′ OL           |
| Liechtenstein         | Zwitserland     | Oostenrijk      | 47° 16′ NB, 9° 32′ OL          |
| Duitsland             | Zwitserland     | Oostenrijk      | 47° 32′ NB, 9° 37′ OL          |
| Duitsland             | Tsjechië        | Oostenrijk      | 48° 46′ 16″ NB, 13° 50′ 22″ OL |
| Duitsland             | Tsjechië        | Polen           | 50° 52′ NB, 14° 49′ OL         |
| Noorwegen             | Zweden          | Finland         | 69° 3′ 35″ NB, 20° 32′ 49″ OL  |
| Noorwegen             | Rusland         | Finland         | 69° 3′ 13″ NB, 28° 55′ 48″ OL  |
| Rusland               | Estland         | Letland         | 57° 32′ NB, 27° 21′ OL         |
| Rusland               | Wit-Rusland     | Letland         | 56° 10′ NB, 28° 9′ OL          |
| Rusland               | Wit-Rusland     | Oekraïne        | 52° 7′ NB, 31° 47′ OL          |
| Rusland               | Polen           | Litouwen        | 54° 22′ NB, 22° 47′ OL         |
| Rusland               | Azerbeidzjan    | Georgië         | 41° 54′ NB, 46° 24′ OL         |
| Armenië               | Azerbeidzjan    | Georgië         | 41° 18′ NB, 45° 0′ OL          |
| Armenië               | Georgië         | Turkije         | 41° 7′ NB, 43° 28′ OL          |
| Wit-Rusland           | Polen           | Litouwen        | 53° 57′ NB, 23° 31′ OL         |
| Wit-Rusland           | Letland         | Litouwen        | 55° 41′ NB, 26° 38′ OL         |
| Wit-Rusland           | Polen           | Oekraïne        | 51° 30′ NB, 23° 37′ OL         |
| Slowakije             | Polen           | Oekraïne        | 49° 5′ NB, 22° 34′ OL          |
| Slowakije             | Polen           | Tsjechië        | 49° 31′ NB, 18° 51′ OL         |
| Slowakije             | Oostenrijk      | Tsjechië        | 48° 37′ NB, 16° 56′ OL         |
| Slowakije             | Oostenrijk      | Hongarije       | 48° 0′ NB, 17° 10′ OL          |
| Slowakije             | Oekraïne        | Hongarije       | 48° 24′ NB, 22° 8′ OL          |
| Roemenië              | Oekraïne        | Hongarije       | 47° 57′ NB, 22° 54′ OL         |
| Roemenië              | Oekraïne        | Moldavië        | 48° 16′ NB, 26° 38′ OL         |
| Roemenië              | Oekraïne        | Moldavië        | 45° 28′ NB, 28° 13′ OL         |
| Roemenië              | Bulgarije       | Servië          | 44° 13′ NB, 22° 41′ OL         |
| Roemenië              | Hongarije       | Servië          | 46° 8′ NB, 20° 16′ OL          |
| Montenegro            | Servië          | Kosovo          | 42° 50′ NB, 20° 21′ OL         |
| Noord-Macedonië       | Servië          | Kosovo          | 42° 16′ NB, 21° 35′ OL         |
| Albanië               | Montenegro      | Kosovo          | 42° 33′ NB, 20° 5′ OL          |
| Albanië               | Noord-Macedonië | Kosovo          | 41° 53′ NB, 20° 36′ OL         |
| Albanië               | Griekenland     | Noord-Macedonië | 40° 51′ NB, 20° 59′ OL         |
| Bosnië en Herzegovina | Kroatië         | Montenegro      | 42° 23′ NB, 18° 27′ OL         |
| Bosnië en Herzegovina | Kroatië         | Servië          | 44° 51′ NB, 19° 1′ OL          |
| Bosnië en Herzegovina | Montenegro      | Servië          | 43° 32′ NB, 19° 13′ OL         |
| Bulgarije             | Griekenland     | Noord-Macedonië | 41° 21′ NB, 22° 57′ OL         |
| Bulgarije             | Griekenland     | Turkije         | 41° 43′ NB, 26° 21′ OL         |
| Bulgarije             | Noord-Macedonië | Servië          | 42° 19′ NB, 22° 22′ OL         |
| Hongarije             | Kroatië         | Servië          | 45° 55′ NB, 18° 49′ OL         |
| Hongarije             | Kroatië         | Slovenië        | 46° 29′ NB, 16° 36′ OL         |
| Hongarije             | Oostenrijk      | Slovenië        | 46° 52′ NB, 16° 7′ OL          |

## Midden-Amerika
| Land 1      | Land 2    | Land 3   | Coördinaten            |
| ----------- | --------- | -------- | ---------------------- |
| Belize      | Guatemala | Mexico   | 17° 49′ NB, 89° 9′ WL  |
| El Salvador | Guatemala | Honduras | 14° 25′ NB, 89° 21′ WL |

## Zuid-Amerika
| Land 1     | Land 2       | Land 3    | Coördinaten                             |
| ---------- | ------------ | --------- | --------------------------------------- |
| Argentinië | Bolivia      | Chili     | 22° 48′ 30″ ZB, 67° 10′ 40″ WL          |
| Argentinië | Bolivia      | Paraguay  | 22° 14′ 30″ ZB, 62° 38′ 42″ WL          |
| Argentinië | Brazilië     | Paraguay  | 25° 34′ 0″ ZB, 54° 34′ 0″ WL            |
| Argentinië | Brazilië     | Uruguay   | 30° 00′ 0″ ZB, 57° 55′ 0″ WL            |
| Bolivia    | Brazilië     | Paraguay  | 20° 10′ 20″ ZB, 58° 10′ 7″ WL           |
| Bolivia    | Brazilië     | Peru      | 10° 56′ 44″ ZB, 69° 34′ 19″ WL          |
| Bolivia    | Chili        | Peru      | 17° 29′ 54″ ZB, 69° 28′ 7″ WL           |
| Brazilië   | Colombia     | Peru      | 04° 13′ 0″ ZB, 69° 56′ 0″ WL            |
| Brazilië   | Colombia     | Venezuela | 1° 13′ 49″ NB, 66° 51′ 1″ WL            |
| Brazilië   | Guyana       | Venezuela | 5° 11′ NB, 60° 46′ WL                   |
| Brazilië   | Guyana       | Suriname  | Betwist tussen Guyana en Suriname       |
| Brazilië   | Frans-Guyana | Suriname  | Betwist tussen Frans-Guyana en Suriname |
| Colombia   | Ecuador      | Peru      | 0° 7' 0" ZB, 75° 15' 23" WL             |

Het drielandenpunt van Brazilië, Colombia en Venezuela ligt nabij de berg Piedra del Cocuy in de Rio Negro.

## Afrika
| Land 1                        | Land 2            | Land 3         |
| ----------------------------- | ----------------- | -------------- |
| Algerije                      | Libië             | Niger          |
| Algerije                      | Libië             | Tunesië        |
| Algerije                      | Mali              | Mauritanië     |
| Algerije                      | Mali              | Niger          |
| Algerije                      | Marokko           | Mauritanië     |
| Angola                        | Congo-Brazzaville | Congo-Kinshasa |
| Angola                        | Congo-Kinshasa    | Zambia         |
| Angola                        | Namibië           | Zambia         |
| Benin                         | Burkina Faso      | Niger          |
| Benin                         | Burkina Faso      | Togo           |
| Benin                         | Niger             | Nigeria        |
| Botswana                      | Namibië           | Zambia         |
| Botswana                      | Namibië           | Zuid-Afrika    |
| Botswana                      | Zambia            | Zimbabwe       |
| Botswana                      | Zimbabwe          | Zuid-Afrika    |
| Burkina Faso                  | Ghana             | Ivoorkust      |
| Burkina Faso                  | Ghana             | Togo           |
| Burkina Faso                  | Ivoorkust         | Mali           |
| Burkina Faso                  | Mali              | Niger          |
| Burundi                       | Congo-Kinshasa    | Rwanda         |
| Burundi                       | Congo-Kinshasa    | Tanzania       |
| Burundi                       | Rwanda            | Tanzania       |
| Centraal-Afrikaanse Republiek | Congo-Brazzaville | Kameroen       |
| Centraal-Afrikaanse Republiek | Kameroen          | Tsjaad         |
| Centraal-Afrikaanse Republiek | Congo-Brazzaville | Congo-Kinshasa |
| Centraal-Afrikaanse Republiek | Congo-Kinshasa    | Soedan         |
| Centraal-Afrikaanse Republiek | Soedan            | Zuid-Soedan    |
| Centraal-Afrikaanse Republiek | Soedan            | Tsjaad         |
| Congo-Brazzaville             | Gabon             | Kameroen       |
| Congo-Kinshasa                | Rwanda            | Oeganda        |
| Congo-Kinshasa                | Zuid-Soedan       | Oeganda        |
| Congo-Kinshasa                | Tanzania          | Zambia         |
| Djibouti                      | Somalië           | Ethiopië       |
| Djibouti                      | Eritrea           | Ethiopië       |
| Egypte                        | Libië             | Soedan         |
| Equatoriaal-Guinea            | Gabon             | Kameroen       |
| Eritrea                       | Ethiopië          | Soedan         |
| Ethiopië                      | Kenia             | Zuid-Soedan    |
| Ethiopië                      | Soedan            | Zuid-Soedan    |
| Guinee                        | Guinee-Bissau     | Senegal        |
| Guinee                        | Ivoorkust         | Liberia        |
| Guinee                        | Ivoorkust         | Mali           |
| Guinee                        | Liberia           | Sierra Leone   |
| Guinee                        | Mali              | Senegal        |
| Kameroen                      | Nigeria           | Tsjaad         |
| Kenia                         | Zuid-Soedan       | Oeganda        |
| Kenia                         | Tanzania          | Oeganda        |
| Libië                         | Soedan            | Tsjaad         |
| Libië                         | Niger             | Tsjaad         |
| Mali                          | Mauritanië        | Senegal        |
| Malawi                        | Mozambique        | Tanzania       |
| Malawi                        | Mozambique        | Zambia         |
| Malawi                        | Tanzania          | Zambia         |
| Mozambique                    | Swaziland         | Zuid-Afrika    |
| Mozambique                    | Swaziland         | Zuid-Afrika    |
| Mozambique                    | Zambia            | Zimbabwe       |
| Mozambique                    | Zimbabwe          | Zuid-Afrika    |
| Niger                         | Nigeria           | Tsjaad         |
| Rwanda                        | Tanzania          | Oeganda        |

## Azië
| Land 1       | Land 2        | Land 3                       |
| ------------ | ------------- | ---------------------------- |
| Afghanistan  | China         | Pakistan                     |
| Afghanistan  | China         | Tadzjikistan                 |
| Afghanistan  | Iran          | Pakistan                     |
| Afghanistan  | Iran          | Turkmenistan                 |
| Afghanistan  | Oezbekistan   | Tadzjikistan                 |
| Afghanistan  | Oezbekistan   | Turkmenistan                 |
| Armenië      | Azerbeidzjan  | Iran                         |
| Armenië      | Azerbeidzjan  | Iran                         |
| Armenië      | Azerbeidzjan  | Turkije                      |
| Azerbeidzjan | Iran          | Turkije                      |
| Bangladesh   | India         | Myanmar                      |
| Bhutan       | China         | India                        |
| Bhutan       | China         | India                        |
| Cambodja     | Laos          | Thailand                     |
| Cambodja     | Laos          | Vietnam                      |
| China        | India         | Myanmar                      |
| China        | India         | Nepal                        |
| China        | India         | Nepal                        |
| China        | India         | Pakistan                     |
| China        | Kazachstan    | Kirgizië                     |
| China        | Kazachstan    | Rusland                      |
| China        | Kirgizië      | Tadzjikistan                 |
| China        | Laos          | Myanmar                      |
| China        | Laos          | Vietnam                      |
| China        | Mongolië      | Rusland                      |
| China        | Mongolië      | Rusland                      |
| China        | Noord-Korea   | Rusland                      |
| Irak         | Iran          | Turkije                      |
| Irak         | Jordanië      | Saoedi-Arabië                |
| Irak         | Jordanië      | Syrië                        |
| Irak         | Koeweit       | Saoedi-Arabië                |
| Irak         | Syrië         | Turkije                      |
| Israël       | Jordanië      | Syrië                        |
| Israël       | Libanon       | Syrië                        |
| Jemen        | Oman          | Saoedi-Arabië                |
| Kazachstan   | Kirgizië      | Oezbekistan                  |
| Kazachstan   | Oezbekistan   | Turkmenistan                 |
| Kirgizië     | Oezbekistan   | Tadzjikistan                 |
| Laos         | Myanmar       | Thailand                     |
| Oman         | Saoedi-Arabië | Verenigde Arabische Emiraten |